# Championnat du monde de motocross 2002
Navigation
Édition précédente Édition suivante
Le championnat du monde de motocross 2002 compte 12 Grand-Prix.

## Grands Prix de la saison 2002
| Course n° | Date               | Grand Prix                          | Lieu                                          | 125 cm3          | 250 cm3           | 500 cm3            |
| 1         | 24 mars 2002       | Grand Prix des Pays-Bas             | Valkenswaard                                  | Steve Ramon      | Mickaël Pichon    | Joël Smets         |
| 2         | 14 avril 2002      | Grand Prix d'Espagne                | Bellpuig                                      | Mickaël Maschio  | Mickaël Pichon    | Joël Smets         |
| 3         | 28 avril 2002      | Grand Prix d'Europe                 | Teutschenthal                                 | Patrick Caps     | Kenneth Gundersen | Stefan Everts      |
| 4         | 12 mai 2002        | Grand Prix de France                | Circuit du Puy de Poursay Saint-Jean-d'Angély | Steve Ramon      | Mickaël Pichon    | Stefan Everts      |
| 5         | 26 mai 2002        | Grand Prix d'Italie                 | Castiglione Del Lago                          | Mickaël Maschio  | Mickaël Pichon    | Yves Demaria       |
| 6         | 9 juin 2002        | Grand Prix d'Autriche               | Kärtenring                                    | James Dobb       | Mickaël Pichon    | Stefan Everts      |
| 7         | 23 juin 2002       | Grand Prix de Bulgarie              | Sevlievo                                      | Alessandro Puzar | Mickaël Pichon    | Joël Smets         |
| 8         | 7 juillet 2002     | Grand Prix de Suède                 | Uddevalla                                     | Ben Townley      | Mickaël Pichon    | Stefan Everts      |
| 9         | 4 août 2002        | Grand Prix de Belgique              | Genk                                          | Patrick Caps     | Mickaël Pichon    | Joël Smets         |
| 10        | 18 août 2002       | Grand Prix d'Allemagne              | Gaildorf                                      | Mickaël Maschio  | Mickaël Pichon    | Joël Smets         |
| 11        | 1er septembre 2002 | Grand Prix de la République tchèque | Loket                                         | Mickaël Maschio  | Mickaël Pichon    | Joël Smets         |
| 12        | 15 septembre 2002  | Grand Prix de Russie                | Sorochany                                     | Steve Ramon      | Mickaël Pichon    | Javier Garcia Vico |

## Classement du Championnat du Monde 125 cm3
| Clas. | Pilote              | Pays               | Constructeur | Nombre de points | Nombre de victoires de GP | Nombre de podiums de GP |
| ----- | ------------------- | ------------------ | ------------ | ---------------- | ------------------------- | ----------------------- |
| 1     | Mickaël Maschio     | France             | Kawasaki     | 225              | 4                         | 6                       |
| 2     | Steve Ramon         | Belgique           | KTM          | 221              | 3                         | 7                       |
| 3     | Patrick Caps        | Belgique           | KTM          | 197              | 2                         | 5                       |
| 4     | Philippe Dupasquier | Suisse             | KTM          | 183              |                           | 4                       |
| 5     | Alessandro Puzar    | Italie             | Husqvarna    | 169              | 1                         | 3                       |
| 6     | Ben Townley         | Nouvelle-Zélande   | KTM          | 147              | 1                         | 5                       |
| 7     | Tyla Rattray        | Afrique du Sud     | KTM          | 118              |                           | 1                       |
| 8     | Jeff Dement         | États-Unis         | Honda        | 103              |                           |                         |
| 9     | Marc De Reuver      | Pays-Bas           | KTM          | 96               |                           | 2                       |
| 10    | Stephen Sword       | Grande-Bretagne    | KTM          | 96               |                           |                         |
| 11    | Christian Stevanini | Italie             | Husqvarna    | 88               |                           |                         |
| 12    | Trampas Parker      | États-Unis         | KTM          | 84               |                           |                         |
| 13    | Erik Eggens         | Pays-Bas           | KTM          | 76               |                           | 2                       |
| 14    | Luigi Seguy         | France             | Yamaha       | 75               |                           |                         |
| 15    | Serge Guidetty      | France             | Yamaha       | 61               |                           |                         |
| 16    | Josef Dobes         | République tchèque | Yamaha       | 60               |                           |                         |
| 17    | Antoine Letellier   | France             | Yamaha       | 59               |                           |                         |
| 18    | Kevin Strijbos      | Belgique           | Suzuki       | 56               |                           |                         |
| 19    | Marco Dorsch        | Allemagne          | KTM          | 55               |                           |                         |
| 20    | Tanel Leok          | Estonie            | KTM          | 51               |                           |                         |
| 21    | Billy McKenzie      | Grande-Bretagne    | Yamaha       | 48               |                           |                         |
| 22    | Marvin Van Daele    | Belgique           | Yamaha       | 45               |                           |                         |
| 23    | Tallon Vohland      | États-Unis         | Kawasaki     | 37               |                           |                         |
| 24    | Rui Goncalves       | Portugal           | Yamaha       | 30               |                           |                         |
| 25    | Brett Metcalfe      | Australie          | KTM          | 27               |                           |                         |
| 26    | James Dobb          | Grande-Bretagne    | KTM          | 25               | 1                         | 1                       |
| 27    | Wyatt Avis          | Afrique du Sud     | Suzuki       | 25               |                           |                         |
| 28    | Jarret De Jager     | Afrique du Sud     | Kawasaki     | 17               |                           |                         |
| 29    | Rémy Van Rees       | Pays-Bas           | KTM          | 16               |                           |                         |
| 30    | Jan Zaremba         | République tchèque | Honda        | 14               |                           |                         |

## Classement du Championnat du Monde 250 cm3
| Clas. | Pilote            | Pays               | Constructeur | Nombre de points | Nombre de victoires de GP | Nombre de podiums de GP |
| ----- | ----------------- | ------------------ | ------------ | ---------------- | ------------------------- | ----------------------- |
| 1     | Mickaël Pichon    | France             | Suzuki       | 288              | 11                        | 11                      |
| 2     | Joshua Coppins    | Nouvelle-Zélande   | Honda        | 222              |                           | 8                       |
| 3     | Pit Beirer        | Allemagne          | Honda        | 205              |                           | 5                       |
| 4     | James Dobb        | Grande-Bretagne    | KTM          | 177              |                           | 1                       |
| 5     | Kenneth Gundersen | Norvège            | Kawasaki     | 167              | 1                         | 2                       |
| 6     | Frédéric Bolley   | France             | Yamaha       | 151              |                           | 6                       |
| 7     | Gordon Crockard   | Irlande            | KTM          | 143              |                           | 2                       |
| 8     | Andrew McFarlane  | Australie          | Kawasaki     | 128              |                           |                         |
| 9     | Jussi Vehvilainen | Finlande           | Honda        | 126              |                           |                         |
| 10    | Alessio Chiodi    | Italie             | Yamaha       | 116              |                           | 1                       |
| 11    | Paul Cooper       | Grande-Bretagne    | Honda        | 101              |                           |                         |
| 12    | Johnny Aubert     | France             | Yamaha       | 100              |                           |                         |
| 13    | Marko Kovalainen  | Finlande           | TM           | 86               |                           |                         |
| 14    | Carl Nunn         | Grande-Bretagne    | Husqvarna    | 80               |                           |                         |
| 15    | Christian Beggi   | Italie             | Honda        | 68               |                           |                         |
| 16    | Jiri Cepelak      | République tchèque | Honda        | 66               |                           |                         |
| 17    | Mark Eastwood     | Grande-Bretagne    | Honda        | 50               |                           |                         |
| 18    | Matthieu Lalloz   | France             | Yamaha       | 42               |                           |                         |
| 19    | Christophe Martin | France             | Suzuki       | 40               |                           |                         |
| 20    | Lauris Freibergs  | Lettonie           | Honda        | 36               |                           |                         |
| 21    | Marcel Van Drunen | Pays-Bas           | Yamaha       | 25               |                           |                         |
| 22    | Marc Ristori      | Suisse             | Honda        | 23               |                           |                         |
| 23    | Yoshitaka Atsuta  | Japon              | Honda        | 21               |                           |                         |
| 24    | Justin Morris     | Grande-Bretagne    | Yamaha       | 18               |                           |                         |
| 25    | Colin Dugmore     | Afrique du Sud     | KTM          | 17               |                           |                         |
| 26    | Jason Higgs       | Grande-Bretagne    | Yamaha       | 16               |                           |                         |
| 27    | Kevin Strijbos    | Belgique           | Suzuki       | 15               |                           |                         |
| 28    | Manuel Priem      | Belgique           | Kawasaki     | 14               |                           |                         |
| 29    | Robbie Reynard    | États-Unis         | Honda        | 13               |                           |                         |
| 30    | Kornel Nemeth     | Hongrie            | KTM          | 13               |                           |                         |

## Classement du Championnat du Monde 500 cm3
| Clas. | Pilote               | Pays               | Constructeur | Nombre de points | Nombre de victoires de GP | Nombre de podiums de GP |
| ----- | -------------------- | ------------------ | ------------ | ---------------- | ------------------------- | ----------------------- |
| 1.    | Stefan Everts        | Belgique           | Yamaha       | 268              | 4                         | 12                      |
| 2.    | Joël Smets           | Belgique           | KTM          | 229              | 6                         | 8                       |
| 3.    | Javier Garcia Vico   | Espagne            | KTM          | 225              | 1                         | 6                       |
| 4.    | Marnicq Bervoets     | Belgique           | Yamaha       | 222              |                           | 4                       |
| 5.    | Andrea Bartolini     | Italie             | Honda        | 154              |                           | 2                       |
| 6.    | Yves Demaria         | France             | KTM          | 151              | 1                         | 4                       |
| 7.    | Roman Jelen          | Slovénie           | Honda        | 110              |                           |                         |
| 8.    | Brian Jorgensen      | Danemark           | Husqvarna    | 91               |                           |                         |
| 9.    | Avo Leok             | Estonie            | Honda        | 89               |                           |                         |
| 10.   | James Noble          | Grande-Bretagne    | Honda        | 88               |                           |                         |
| 11    | Danny Theybers       | Belgique           | KTM          | 87               |                           |                         |
| 12    | Cédric Melotte       | Belgique           | Yamaha       | 84               |                           |                         |
| 13    | Christian Burnham    | Grande-Bretagne    | Honda        | 75               |                           |                         |
| 14    | Thierry Bethys       | France             | Honda        | 72               |                           |                         |
| 15    | Fabrizio Dini        | Italie             | Yamaha       | 55               |                           |                         |
| 16    | Antti Pyrhonen       | Finlande           | Honda        | 60               |                           |                         |
| 17    | Joakim Karlsson      | Suède              | Husaberg     | 58               |                           |                         |
| 18    | Alessandro Zanni     | Italie             | Honda        | 55               |                           |                         |
| 19    | Jussi Vehvilainen    | Finlande           | Honda        | 46               |                           |                         |
| 20    | Mark Jones           | Grande-Bretagne    | Honda        | 45               |                           |                         |
| 21    | Mats Nilsson         | Suède              | Husaberg     | 43               |                           |                         |
| 22    | Miska Aaltonen       | Finlande           | Husaberg     | 41               |                           |                         |
| 23    | Stuart Flockhart     | Grande-Bretagne    | Honda        | 39               |                           |                         |
| 24    | Michal Kadlecek      | République tchèque | Husqvarna    | 36               |                           |                         |
| 25    | Joaquim Rodrigues    | Portugal           | VOR          | 35               |                           |                         |
| 26    | Peter Iven           | Belgique           | KTM          | 34               |                           |                         |
| 27    | Jonny Lindhe         | Suède              | Husqvarna    | 32               |                           |                         |
| 28    | Alessandro Belometti | Italie             | VOR          | 26               |                           |                         |
| 29    | Pierrick Paget       | France             | Honda        | 16               |                           |                         |
| 30    | Pit Beirer           | Allemagne          | Honda        | 16               |                           |                         |